# Katoda
Katóda je pozitivna elektroda pri galvanskih členih, elektronkah, polprevodniških diodah, na kateri poteka kemijska reakcija redukcije. Je negativna elektroda pri elektrolizi. Negativna elektroda je anoda. 